# دنبيشير
دنبيشير ((بالويلزية: Sir Ddinbych)‏. هي مقاطعة في شمال شرق ويلز، سميت باسم مقاطعة دينبشاير التاريخية، ولكن مع حدود مختلفة إلى حد كبير. دنبيشير هي أطول جزء مأهول معروف في ويلز. يحتوي موقع بونتنيويد (Bontnewydd-Llanelwy) من العصر الحجري القديم بقايا إنسان نياندرتال من 225000 سنة مضت. وتشمل القلاع العديدة دينيبي ورودلان وروثين وكاستل ديناس بران وبودلويدان. سانت آساف، واحدة من أصغر المدن في بريطانيا، لديها واحدة من أصغر الكاتدرائيات الإنجليكانية. دنبيشير لديها ساحل إلى الشمال والتل إلى الشرق والجنوب والغرب. في الجزء الأوسط، أنشأ نهر كلويد واديًا واسعًا خصبًا. انها في المقام الأول مقاطعة ريفية مع القليل من الصناعة. تزرع المحاصيل في وادي كلويد وتربى الماشية والأغنام في المرتفعات. يجذب الساحل السياح الصيفيين، ويتجول المتجولون في سلسلة جبال Clwydian، التي تشكل منطقة ذات جمال طبيعي رائع مع أعلى نهر دي. تستضيف لانغولين مهرجان Eisteddfod الدولي للموسيقى في كل شهر يوليو.

## أعلام
- سارة شوجرمان
- جون ديفيز
- إسحاق روبرتس
- إليس برايس
- ألكسندر كوردل
- مريديث إدواردز
- فريد دافيس
- فيرنون ر. يونغ

## روابط خارجية
- دنبيشير على مشروع الدليل المفتوح
- المناظر الطبيعية دنبيشير